# Grymlings (musikalbum)
Grymlings är den svenska rockgruppen Grymlings självbetitlade debutalbum, utgivet på skivbolaget WEA 1990.
Skivan spelades in under sommaren 1990 på Mikael Rickfors gård på Gotland med Lasse Lindbom som producent. Från skivan släpptes singlarna "Mitt bästa för dig" och "Där gullvivan blommar" (båda 1990). Ingen av dessa tog sig in på Sverigetopplistan men blev däremot stora hittar på Svensktoppen. Skivan som helhet nådde en tredjeplats som bäst på Sverigetopplistan, en plats den innehade under två veckor. Allt som allt stannade den nio veckor på listan.
Albumet blev en försäljningsmässig succé och sålde i 170 000 exemplar.

## Låtlista
1. "Mitt bästa för dig" – 4:09 (Pugh Rogefeldt)
2. "Ett hjärta av guld" – 3:48 (Rogefeldt)
3. "Kan du förstå (vad som händer)" – 4:42 (Mikael Rickfors)
4. "Hanna och rättvisan" – 3:43 (Magnus Lindberg)
5. "Om jag inte får bli din" – 3:23 (Lindberg, Göran Lagerberg)
6. "Drömmar" – 4:05 (text: Peter Lindfors, musik: Rickfors)
7. "Jag kan gå ända till Kina" – 3:56 (Lindberg)
8. "Där gullvivan blommar" – 4:20 (text: Rogefeldt, musik: Rickfors)
9. "Oerfaren" – 3:09 (Rogefeldt)
10. "Christine" – 4:11 (Lindberg)
11. "Grymlingslåten" – 0:40 (Rickfors)

## Medverkande
- Micke Andersson – gitarr, lapsteel, mandolin
- Janne Gröning – exekutiv producent
- Göran Lagerberg – bas
- Magnus Lindberg – munspel
- Lasse Lindbom – akustisk gitarr, producent
- Johan Lyander – keyboards
- Micke Lyander – slagverk, oljud, tekniker
- Hasse Olsson) – keyboards, hammondorgel
- Pugh Rogefeldt – munspel
- Johan Åkerfeldt – trummor, slagverk

## Mottagande
Grymlings finns med som en av titlarna i boken Tusen svenska klassiker (2009).

## Listplaceringar
| Lista (1990–1991) | Topplacering |
| ----------------- | ------------ |
| Sverige           | 3            |

### Fotnoter
1. ↑  ”Grymlings”. Svensk mediedatabas. http://smdb.kb.se/catalog/search?q=Grymlings+typ%3Afonogram&sort=OLDEST. Läst 21 januari 2013.
2. 1 2 3 4  Placeringar på den svenska albumlistan
3. ↑  ”Svensktoppen 1990”. Sveriges Radio. http://sverigesradio.se/diverse/appdata/isidor/files/2023/3486.txt. Läst 21 januari 2013.
4. ↑  ”Svensktoppen 1991”. Sveriges Radio. http://sverigesradio.se/diverse/appdata/isidor/files/2023/3487.txt. Läst 21 januari 2013.
5. 1 2  Gradvall et al (2009), #736